# Sparasion cullaris
Sparasion cullaris är en stekelart som beskrevs av Mikhail Vasilievich Kozlov och Lê 2000. Sparasion cullaris ingår i släktet Sparasion och familjen Scelionidae. Inga underarter finns listade i Catalogue of Life.